# شركة دوبيوك للتغليف
شركة دوبوك للتغليف Dubuque Packing Company كانت شركة لتعبئة اللحوم تعمل تحت أسماء متنوعة في دوبيوك في آيوا من عام 1891 حتى عام 2001. 
وفي الخمسينيات، أصبحت الشركة ثاني أكبر جهة توظيف في المدينة.  وبحلول الستينيات، ارتفع عدد الموظفين في الشركة إلى حوالي 3500 موظف وأصبحت جودة منتجاتهم مميزة ويمكن التعرف عليها بشكل كبير من خلال الفوز بالميداليات الذهبية في معارض ولاية كاليفورنيا في عامي 1960 و1961. 
طوال السبعينيات والثمانينيات، كانت الشركة معروفة على نطاق واسع في المجتمع باسم ذا باك "The Pack" باستخدام شعار زهرة الزنبق كعلامة تجارية لها وكانت قوة بارزة في اقتصاد مدينة دوبيوك حيث شهد اعتماد الآلاف من السكان المحليين علىها 